# Caccia al marito (film 1951)
Caccia al marito (Lovelorn Leghorn) è un film del 1951 diretto da Robert McKimson. È un cortometraggio d'animazione della serie Looney Tunes, uscito negli Stati Uniti l'8 settembre 1951. Dal 1999 viene distribuito col titolo Marito cercasi.

## Trama
Miss Prissy va a cercarsi un marito, subendo lo scherno delle altre galline. Nel frattempo Barnyard Dawg si diverte fare i dispetti a Foghorn Leghorn, che gli dichiara guerra. In seguito Prissy arriva sul posto e colpisce Foghorn in testa con un mattarello. Quest'ultimo allora decide di vendicarsi spacciando il dormiente Dawg per un gallo travestito da cane e la invita a fargli vedere un melone, ma senza darglielo. Dawg, attratto dal melone, inizia a inseguire Prissy finché Foghorn prende il frutto e lo spiaccica in testa al cane. Prissy cerca quindi di "togliere la pelle" a Dawg, che la ferma e gli spiega di essere un cane e non un gallo. Decide quindi di insegnarle a preparare una trappola per galli. Mentre Foghorn gioca a ripiglino, Prissy costruisce la trappola. Attratto dal rumore, Foghorn si avvicina alla trappola e vede Prissy con in mano una palla da bowling; si offre quindi per gettare lui la palla nella trappola. La palla attiva un'elaborata macchina di Rube Goldberg, che fa atterrare una palla da cannone in testa a Foghorn, tramortendolo. Poco dopo Prissy passa davanti alle galline con un cesto da picnic verde ed esse le chiedono se dentro c'è un marito. Dal suo interno fuoriesce Foghorn, ancora parzialmente stordito dalla palla di cannone, e Prissy lo abbraccia felice.

## Distribuzione

### Edizione italiana
Il corto fu doppiato dalla C.V.D. negli anni '70 per la trasmissione televisiva, con dialoghi in alcune occasioni differenti dagli originali. Fu ridoppiato più correttamente nel 1999 dalla Angriservices Edizioni per l'uscita in VHS.

### Edizioni home video

#### VHS
- Un supergallo cedrone (settembre 1999)